# Henry Albers
Henry Albers (* 28. Mai 1904 in Hamburg; † 4. Juli 1987 in Wiesbaden) war ein deutscher Chemiker und Professor.

## Leben

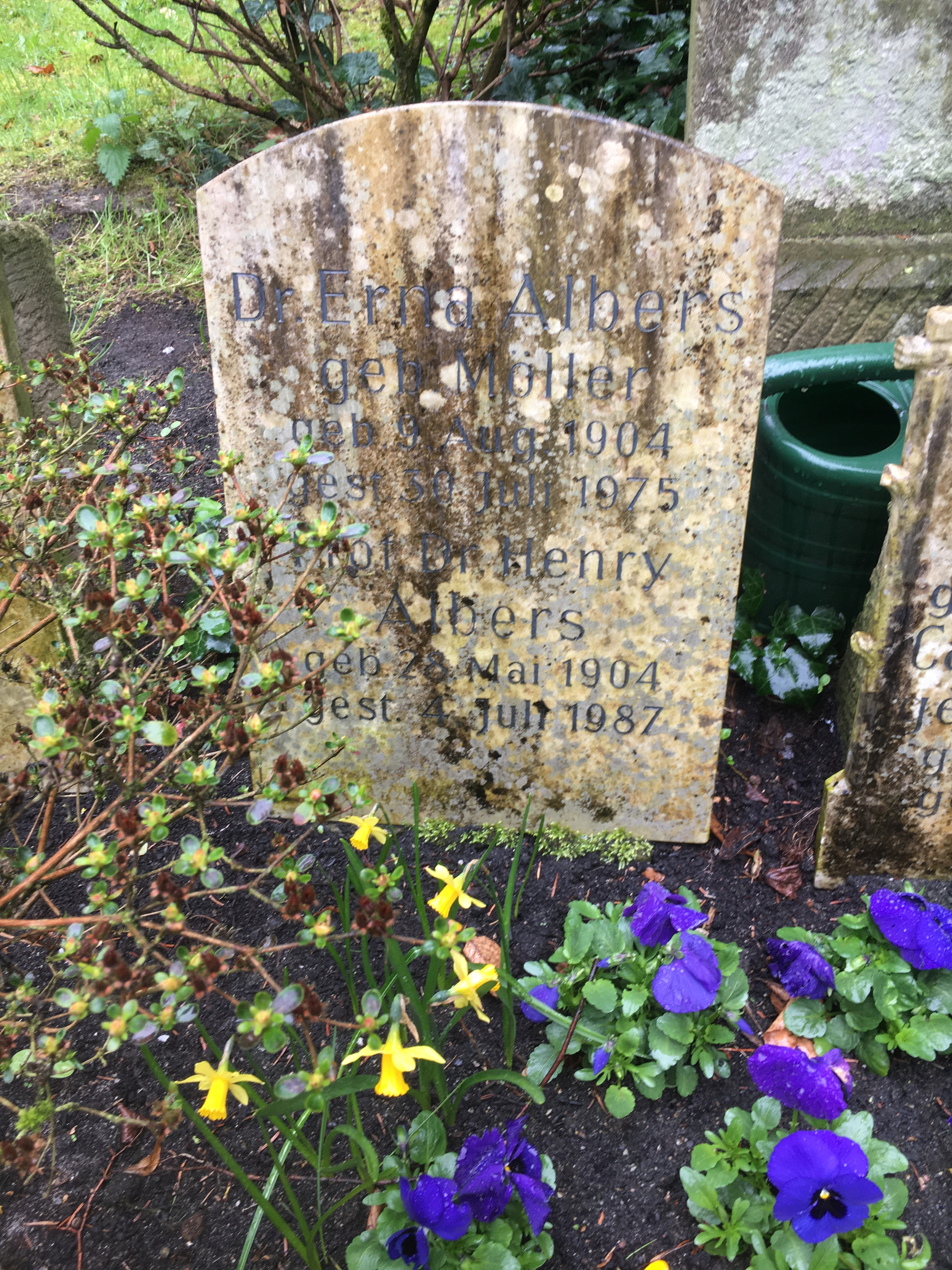
Grabstätte Henry Albers auf dem Friedhof Ohlsdorf

Während seines Studiums in Erlangen wurde er 1924 Mitglied der Burschenschaft der Bubenreuther. Nach dem Studium der Chemie an der Universität Hamburg und der 1928 erfolgten Promotion bei Paul Rabe war Albers dort wissenschaftlicher Hilfsassistent von 1928 bis 1934.
Zum 1. Mai 1933 trat er in die NSDAP (Mitgliedsnummer 3.041.837) ein. Ferner war er zuerst Mitglied im NSKK sowie bei der Motor-SA, später trat er dem NSFK und ab 1. April 1937 dem NSDDB bei.
Im Jahr 1934 wurde er in Hamburg habilitiert. Danach erhielt er ein Stipendium der Rockefeller-Stiftung und war am Biochemischen Institut der Universität Stockholm tätig. Von 1935 bis 1938 war er Dozent am Institut für organische Chemie an der TH Hannover, wo er 1937 zum außerplanmäßigen Professor ernannt wurde. 1941 erhielt Henry Albers einen Lehrstuhl an der TH Danzig. Im September 1944 wurde sein Institut nach Celle verlagert, wo er im Rahmen des "Uranvereins" zu flüchtigen Uranverbindungen forschte.
Ab 1950 war er Gastprofessor und ab 1955 Ordinarius an der Universität Mainz. Von 1963 bis 1971 war er Direktor des Instituts für Biochemie der Universität Mainz. Albers war Giftgasspezialist und erhielt Förderung durch die Deutsche Forschungsgemeinschaft.
Seine letzte Ruhestätte erhielt Henry Albers auf dem Friedhof Ohlsdorf im Planquadrat AE 11.